# Мелін Андрійо
Мелін Андрійо (фр. Mailyne Andrieux; нар. 1 грудня 1987) — колишня французька тенісистка.
Найвищу одиночну позицію світового рейтингу — 271 місце досягла 16 жовтня 2006, парну — 301 місце — 2 жовтня 2006 року.
Здобула 1 одиночний та 2 парні титули.
Завершила кар'єру 2008 року.

## Фінали ITF

### Одиночний розряд (1–0)
| турніри $100,000 |
| турніри $75,000  |
| турніри $50,000  |
| турніри $25,000  |
| турніри $10,000  |

| Титули за покриттям |
| ------------------- |
| Тверде (0–0)        |
| Трава (0–0)         |
| Ґрунт (1–0)         |
| Килим (0–0)         |

| Результат | Ранг | Дата     | Турнір | Покриття | Суперниця       | Рахунок  |
| --------- | ---- | -------- | ------ | -------- | --------------- | -------- |
| Перемога  | 1.   | Лис 2004 | Гавр   | Ґрунт    | Янетте Бейлкова | 6–3, 6–1 |

### Парний розряд (2–1)
| турніри $100,000 |
| турніри $75,000  |
| турніри $50,000  |
| турніри $25,000  |
| турніри $10,000  |

| Титули за покриттям |
| ------------------- |
| Тверде (1–0)        |
| Трава (0–0)         |
| Ґрунт (1–1)         |
| Килим (0–0)         |

| Результат | Ранг | Дата     | Турнір | Покриття | Партнерка       | Суперниця                      | Рахунок            |
| --------- | ---- | -------- | ------ | -------- | --------------- | ------------------------------ | ------------------ |
| Перемога  | 1.   | Лис 2004 | Гавр   | Ґрунт    | Кільдін Шевальє | Марія Архипова Янетте Бейлкова | 7–5, 6–7(2–7), 6–4 |
| Перемога  | 2.   | Жов 2005 | Нант   | Тверде   | Рената Ворачова | Марі-Ев Пеллетьє Орелі Веді    | 6–7(3–7), 7–5, 6–2 |
| Поразка   | 1.   | Лип 2006 | Градо  | Ґрунт    | Ніка Ожегович   | Тіффані Дабек Шанелль Схеперс  | 4–6, 6–4, 6–7(3–7) |